# Oligotrophus saligneus
Oligotrophus saligneus är en tvåvingeart som först beskrevs av Anonymous 1903.  Oligotrophus saligneus ingår i släktet Oligotrophus och familjen gallmyggor. Inga underarter finns listade i Catalogue of Life.